# Maslo
Maslo je mlečni izdelek, pridobljen iz sladke smetane. Običajno se za pripravo masla uporablja kravje mleko. Po uredbi Evropske unije mora maslo vsebovati vsaj 82 % mlečne maščobe in ne več kot 16 % vode. Vsebuje tudi mlečni sladkor, rudnine, holesterol, beljakovine, lipidotopne vitamine, mlečno kislino in aromatične snovi. Hranilna vrednost masla znaša okoli 740 kcal/100 g. 

## Zgodovina
Točen kraj in čas začetka izdelovanja masla nista poznana; maslo so pričeli izdelovati kmalu po začetku uvedbe živinoreje. Omembe masla segajo že v sumersko kulturo, prav tako pa se omenja v Stari zavezi. V antiki so maslo uporabljali zlasti v medicinske namene. V srednjem veku je maslo postalo pomebno tržno blago.
V času industrializacije v 19. stoletju so se pojavile prve velike mlekarne in tudi proizvodnja masla se je industrializirala. Pomembno prelomnico je pomenila tudi uvedba hladilnih naprav v 19. stoletju, kar je omogočilo lažjo proizvodnjo in transport masla, ne da bi postalo žarko. Prvi hladilnik za uporabo v gospodinjstvu se je pojavil leta 1913.
Istočasno pa je maslo dobilo tudi velikega konkurenta - margarino, ki ima zlasti prednost v ceni. Margarino je iznašel francoski kemik Hippolyte Mège-Mouriés leta 1869. Margarina v nasprotju z maslom ne vsebuje holesterola, je pa vir industrijsko pridobljenih transmaščobnih kislin, ki so bolj škodljive od holesterola. Potrošnikom so danes že na voljo tudi margarine z nižjo vsebnostjo transmaščobnih kislin in masla z nižjo vsebnostjo maščob.

## Proizvodnja

### Tradicionalna proizvodnja
Tradicionalno se maslo pridobiva iz mleka, ki stoji 2 dneva pri sobni temperaturi. V tem času na površini nastane sladka smetana, ki jo posnamejo, potem določen čas zori. Nato sledi pinjenje - tolčenje smetane, dokler se ne tvorijo maslena zrnca. Preostala tekočina se lahko po odstranitvi uporabi za pinjenec. Maslo se naposled zgnete v homogeno maso, ki se oblikuje v želeno obliko.

### Sodobna industrijska proizvodnja
V industrijskem merilu se maslo pridobiva iz pasteriziranega mleka, iz katerega se v posebnih separatorjih na osnovi centrifuge v nekaj sekundah izloči smetana. Smetano ponovno pasterizirajo ter jo pustijo zoreti okoli 20 ur. Nato prenesejo smetano v posebno posodo, tolčenje, gnetenje in oblikovanje. Nastalo maslo se nato strojno oblikuje v manjše kose ter zapakira. Tudi pri industrijskem proizvajanju nastaja kot stranski proizvod pinjenec, ki ga pa pogosto zavržejo.

## Vrste masla
Maslo lahko delimo glede na različne kriterije.
- Glede na mleko, iz katerega je nastalo:
  - kravje,
  - ovčje,
  - kozje.

- Glede na vsebnost maščobe: 
  - običajno maslo,
  - manj mastno maslo.

- Glede na različne dodatke, ki jih vsebuje:
  - maslo z zelišči,
  - maslo z olivami,
  - maslo z začimbami, ...

## Koristni nasveti
Da bi maslo lahko lepo namazali, ga je potrebno segreti na 15 °C. Če na njem s prstom z lahkoto naredimo vzorec, ima idealno temperaturo. 
Če želimo maslo na hitro zmehčati, poveznemo čezenj skledo ali skodelico, ki smo jo oplaknili z vrelo vodo. Maslo se bo tako zmehčalo, ne pa tudi stopilo.
Za bolj pester zajtrk pa lahko maslo oblikujemo v kepice ali obročke. Kepice naredimo z žlico za melone, prej jo le pomočimo v vročo vodo. Obročki pa nastanejo, če bomo z žlico narahlo potegnili po površini ohlajenega masla.